# Movimento Nacional-Socialista da Liberdade
O Movimento Nacional-Socialista da Liberdade (em alemão:  Nationalsozialistische Freiheitsbewegung ou NSFB) ou Partido Nacional-Socialista da Liberdade (em alemão:  Nationalsozialistische Freiheitsparteiou NSFP) foi um partido político de extrema-direita da Alemanha durante a República de Weimar, criado em Abril de 1924, durante o rescaldo do Putsch da Cervejaria. Adolf Hitler e muitos líderes nacional-socialistas (Nazis) foram presos após a fracassada tentativa de golpe, e o Partido Nazi foi proibido no que veio a ser conhecido como o "Tempo de Luta". Os restantes nazis formaram o NSFB como meio legal de manter o partido e a sua ideologia. Incluído neste grupo estava o semelhante e recém-reformado e rebaptizado Frontbann, que era uma alternativa legal às SA.
Eugene Davidson nota que "A Extrema-Direita não poderia concordar em muita coisa por muito tempo, nem mesmo sobre quem era o principal inimigo", com o deputado do NSFP no Reichstag, Reinhold Wulle acreditando que os Católicos eram um perigo maior do que os Judeus. Wulle disse numa reunião do partido em Janeiro de 1925 que Hitler nunca mais iria recuperar a sua antiga autoridade. O próprio Hitler tinha desistido da liderança do partido durante o tempo em que esteve preso, dizendo às pessoas que iam visitá-lo que a razão para sua decisão era a de que ele estava sobrecarregado de trabalho a escrever um volumoso livro. Os líderes do NSFP Albrecht von Graefe e Erich Ludendorff saíram do NSFP em Fevereiro de 1925, pouco mais de um ano após a sua formação.
Em 27 de Fevereiro de 1925, o Partido Nacional-Socialista foi reformado depois do fim da sua proibição em Janeiro; dois meses antes,  em Dezembro de 1924, Hitler foi libertado da prisão. O NSFB foi, de seguida, reabsorvido pelo Partido Nazi.

## Resultados das eleições
O NSFB formou uma aliança eleitoral com o Partido da Liberdade Völkisch Alemã. Em alguns distritos, era designado por Völkisch-nationaler ou Volksbloc. Nas Eleições da Baviera em Abril de 1924, o Volksbloc conseguiu eleger 23 de 129 deputados para a assembleia legislativa do estado.
Nas  eleições federias alemãs de Maio de 1924, o NSFB ganhou 32 assentos no Reichstag. O destacado general a Primeira Guerra Mundial Erich Ludendorff, o ex-chefe das Sturmabteilung (SA) Ernst Röhm e também Theodor Fritsch, Wilhelm Kube, Theodor Vahlen, Ernst Graf zu Reventlow, Albrecht von Graefe, e Christian Mergenthaler estavam entre os candidatos vencedores. No entanto, nas eleições federais alemãs de Dezembro de 1924, o partido perdeu 18 desses lugares.